# Matthew Le Geyt
Matthew Le Geyt (Matchi L'Gé en normand), né à Saint-Hélier en 1777 et mort en 1849, est un poète de langue jersiaise et normande.

## Biographie
Natif de Jersey, Matthew Le Geyt est l’auteur de la première poésie imprimée en jersiais, datant de 1795. Le sujet de ses poésies était la politique. Quoique de qualité, la poésie de Le Geyt est parfois d’une lecture difficile car il avait tendance à écrire phonétiquement, ce qui permet, en revanche, de voir l’évolution de la prononciation de certains mots depuis l’époque où il écrivait.